# ژدیرتس (ناحیه ییهلاوا)
ژدیرتس (به چکی: Ždírec) یک منطقهٔ مسکونی در جمهوری چک است که در ناحیه ییهلاوا واقع شده‌است. ژدیرتس ۱۰٫۳۵ کیلومتر مربع مساحت و ۴۰۵ نفر جمعیت دارد و ۵۱۵ متر بالاتر از سطح دریا واقع شده‌است.